# Fausto Maifredi
Fausto Maifredi (Milano, 29 ottobre 1948) è un dirigente sportivo italiano.

## Biografia
Si è laureato in matematica e, parallelamente alla sua carriera sportiva, ha anche lavorato come dirigente scolastico.
Nel 1981 è entrato nella giunta regionale del settore lombardo del Comitato olimpico nazionale italiano, per poi uscirne nel 1989, quand'è diventato vicepresidente di Enrico Vinci alla Federazione Italiana Pallacanestro. Nel 1992 è stato confermato nella carica dal neopresidente Gianni Petrucci. Durante i dieci anni di vicepresidenza, è stato presidente del settore tecnico federale, della commissione carte federali e del settore giovanile, scuola e minibasket.
È stato in seguito presidente della FIP per tre mandati, dall'8 maggio 1999 al 3 febbraio 2001, poi fino al 19 marzo 2005 e infine fino alle dimissioni presentate al presidente del CONI Gianni Petrucci, il 24 settembre 2008. Sotto la sua presidenza, la Nazionale italiana ha vinto gli Europei 1999 e i Giochi del Mediterraneo 2005, oltre all'argento alle Olimpiadi 2004 e il terzo posto agli Europei 2003.
Contemporaneamente, ha fatto parte del Board della FIBA fino al 2006, quand'è stato nominato vicepresidente della FIBA Europe.
Le dimissioni dalla presidenza della FIP sono maturate al momento delle dimissioni di dodici consiglieri: Paolo Troncarelli, Alberto Mattioli, Vittorio Smiroldo, Maurizio Ragazzi, Angelo Barnaba ed Eugenio Crotti prima, Palombarini, Valsecchi, Paccapelo Ercolini e Di Marco poi. Le loro dimissioni, invece, sono avvenute in seguito alla seduta del consiglio federale che aveva escluso dalla Serie A il Basket Napoli e l'Orlandina Basket.
Il 17 dicembre 2016 viene nominato, da Gianni Petrucci, presidente onorario della FIP.